# 파니 고티에
파니 고티에(Fanny Gautier, 1977년 8월 7일 ~ )는 스페인의 배우이다. 프랑스 혈통을 갖고 있다.